# Ordre Néron
L’ordre Néron (allemand : Nerobefehl) a été édicté par Adolf Hitler le 19 mars 1945. Il ordonne la destruction des infrastructures allemandes pour empêcher leur utilisation par les forces alliées alors qu'elles pénètrent profondément en Allemagne. Cet ordre est officiellement intitulé Befehl betreffend Zerstörungsmaßnahmen im Reichsgebiet ("Ordre concernant les mesures de destruction sur le territoire du Reich") et est par la suite devenu connu sous le nom d’ordre Néron, d'après l'empereur Néron que la rumeur avait accusé d'avoir fait incendier la ville de Rome en 64.

## Contexte
Début 1945 la situation allemande était désespérée. La plupart des territoires occupés avaient été libérés, la bataille des Ardennes avait échoué et les armées alliées avançaient dans le territoire allemand par l’Est et par l’Ouest. Cependant Hitler ne voulait pas déposer les armes et accepter une capitulation sans conditions.

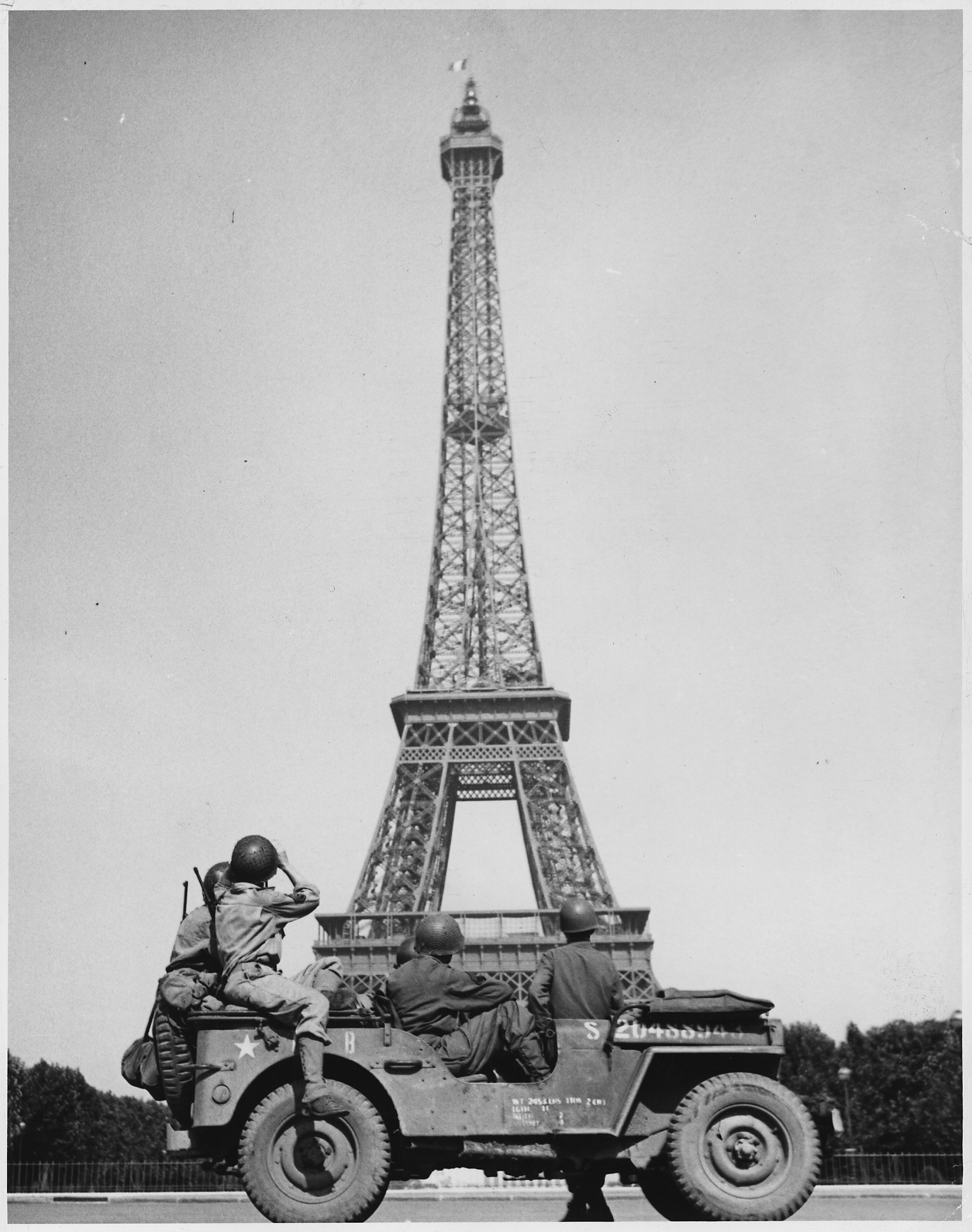
Des soldats américains regardent le drapeau français flottant en haut de la Tour Eiffel

Ce n'était pas la première fois qu'Hitler essayait de détruire des infrastructures avant qu'elles ne puissent être prises. Peu avant la libération de Paris, Hitler avait ordonné que des explosifs soient placés près de sites importants comme la Tour Eiffel ou des plaques tournantes du transport. Si les Alliés s'approchaient de la ville, le gouverneur militaire Dietrich von Choltitz avait pour ordre de déclencher ces explosifs, laissant Paris en ruine. Cependant Von Choltitz ne suivit pas l'ordre et se rendit aux alliés. De même, après l'échec de l'insurrection de Varsovie et l'expulsion de sa population, la destruction complète de la ville en représailles est réalisée.

## Le décret

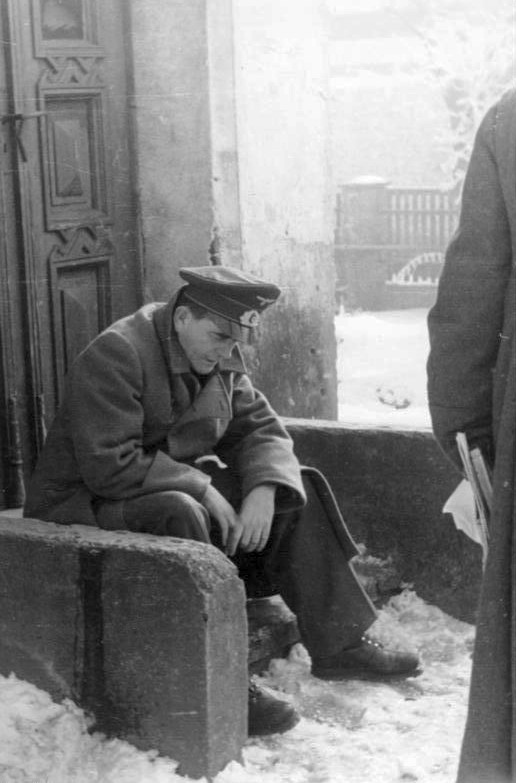
Le Reichsminister Speer

« Es ist ein Irrtum zu glauben, nicht zerstörte oder nur kurzfristig gelähmte Verkehrs-, Nachrichten-, Industrie- und Versorgungsanlagen bei der Rückgewinnung verlorener Gebiete für eigene Zwecke wieder in Betrieb nehmen zu können. Der Feind wird bei seinem Rückzug uns nur eine verbrannte Erde zurücklassen und jede Rücksichtnahme auf die Bevölkerung fallen lassen. Ich befehle daher: 1. Alle militärischen Verkehrs-, Nachrichten-, Industrie- und Versorgungsanlagen sowie Sachwerte innerhalb des Reichsgebietes, die sich der Feind zur Fortsetzung seines Kampfes irgendwie sofort oder in absehbarer Zeit nutzbar machen kann, sind zu zerstören. »
Traduction
« C'est une erreur de croire pouvoir remettre en service à ses propres fins des installations de transport, de communication, d'industrie et d'approvisionnement non détruites ou paralysées à court terme lors de la récupération des zones perdues. Lors de son retrait, l'ennemi ne nous laissera qu'une terre brûlée et laissera tomber toute considération pour la population. J’ordonne donc : 1. Toutes les installations militaires de transport, d'information, d'industrie et d'approvisionnement ainsi que les biens matériels à l'intérieur du territoire du Reich, que l'ennemi peut d'une manière ou d'une autre utiliser immédiatement ou dans un avenir prévisible pour poursuivre son combat, doivent être détruits. »

## Mise en œuvre

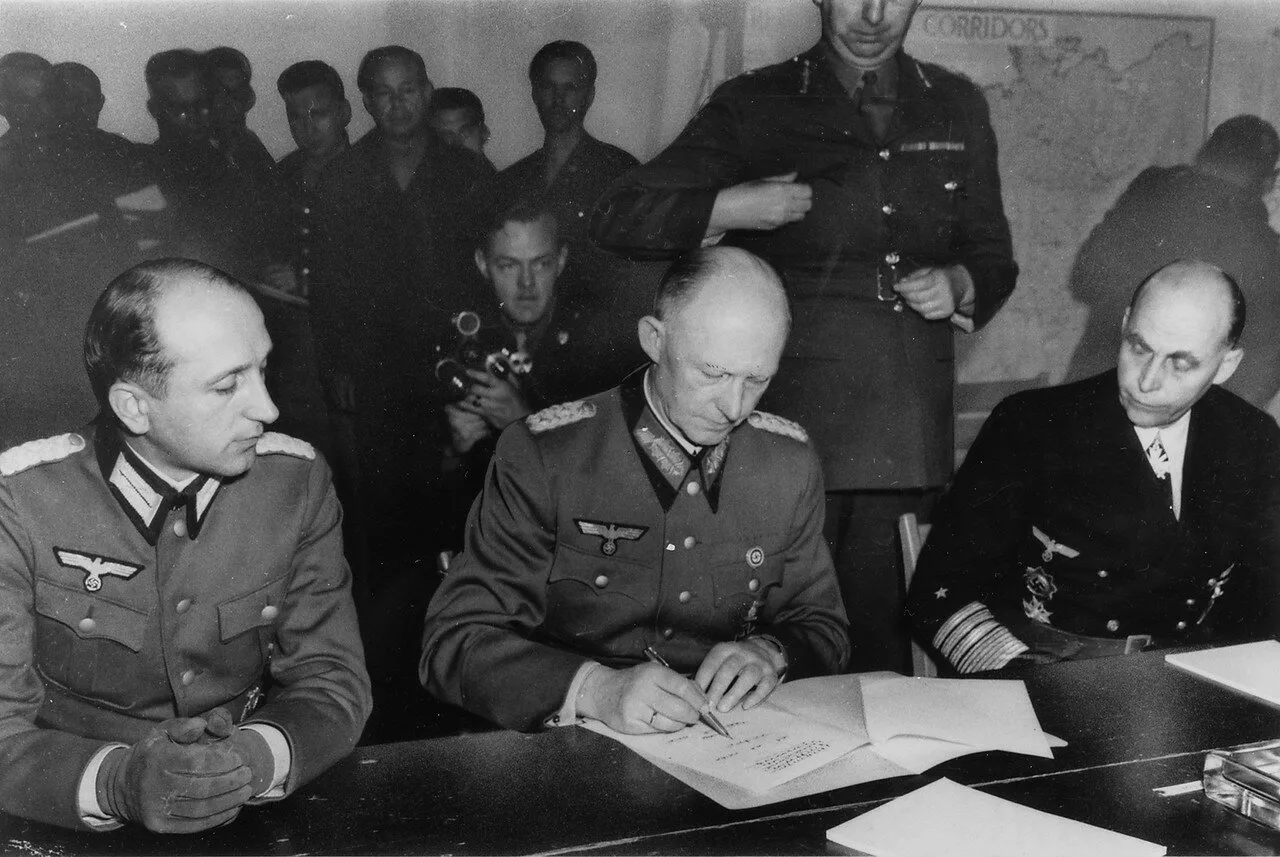
Alfred Jodl (entre le Major Wilhelm Oxenius à gauche et le Generaladmiral Hans-Georg von Friedeburg à droite) signant la capitulation allemande à Reims le 7 mai 1945 guerre mondiale.

La responsabilité de sa mise en œuvre fut donnée à Albert Speer, ministre des Armements de la production de guerre. Speer fut consterné par l'ordre et perdit sa foi en Hitler. Après l’avoir reçu, il demanda des pouvoirs exclusifs pour le mettre en œuvre, mais à la place il utilisa ses pouvoirs pour convaincre les généraux et les Gauleiter de l'ignorer. Hitler n'apprit cela que quelques jours avant la fin de la guerre quand Speer lui avoua qu'il avait délibérément désobéi. Alors confiné dans son bunker à Berlin, Hitler  ne pouvait plus faire grand chose à ce moment-là et sa colère fut impuissante. Il se suicida le 30 avril 1945, 42 jours après avoir donné cet ordre. Peu après, le 7 mai 1945, le Général Alfred Jodl signa les Actes de capitulation du Troisième Reich et le 23 mai Speer fut arrêté sur ordre du Général Dwight D. Eisenhower avec le reste du Gouvernement de Flensbourg dirigé par l’Amiral Karl Dönitz.